# Спелово
Спелово — деревня в Кирилловском районе Вологодской области.
Входит в состав Чарозерского сельского поселения, с точки зрения административно-территориального деления — в Коротецкий сельсовет.
Расстояние до районного центра Кириллова по автодороге — 66,2 км, до центра муниципального образования Чарозера по прямой — 16 км. Ближайшие населённые пункты — Бараково, Коротецкая, Ромашево, Горка-1, Скребино, Марковская, Соколино, Олютинская.
По переписи 2002 года население — 38 человек (16 мужчин, 22 женщины). Преобладающая национальность — русские (95 %).